# Hjortronskärsgrunden
Hjortronskärsgrunden är öar i Finland. De ligger i Finska viken och i kommunen Raseborg i landskapet Nyland, i den södra delen av landet. Öarna ligger omkring 91 kilometer väster om Helsingfors.
Arean för den av öarna koordinaterna pekar på är 0,4 hektar och dess största längd är 90 meter i sydväst-nordöstlig riktning. Närmaste större samhälle är Ekenäs, 17,4 km norr om Hjortronskärsgrunden.